# Kouzelná moc krystalů
Kouzelná moc krystalů (v anglickém originále Crystal Blue-Haired Persuasion) je 23. díl 30. řady (celkem 662.) amerického animovaného seriálu Simpsonovi. Scénář napsala Megan Amramová a díl režíroval Matthew Faughnan. V USA měl premiéru dne 12. května 2019 na stanici Fox Broadcasting Company a v Česku byl poprvé vysílán 8. července 2019 na stanici Prima Cool.

## Děj
Burnsově elektrárně klesnou zisky a pan Burns se rozhodne zrušit bezplatné zdravotní pojištění pro děti zaměstnanců. To donutí Homera a Marge koupit Bartovi levnější léky na hyperaktivitu, Relaxodol. Líza najde na internetu video, které nedoporučuje Relaxodol užívat. Marge nalezne obchod Fao Quartz a koupí v něm léčivé krystaly, které mají Bartovi pomoci s hyperaktivitou a vylepšit jeho prospěch. O tři týdny později dostane Bart z písemky jedničku. Marge se rozhodne, že koupí krystaly i pro Luann. Jakmile vejde do obchodu s krystaly, zjistí, že se obchod zavírá. Prodavačka Marge daruje všechny své zásoby krystalů a dalších pomůcek. Marge v garáži otevře svůj vlastní obchod s krystaly s názvem Starý dobrý ezoterický obchůdek. Lily jí nabídne rozšíření jejího sortimentu a přejmenuje se na MurMur. Policista Wiggum chce obchod zavřít, ale Marge jej uplatí tělovým olejíčkem. Líza se rozhodne, že odhalí záhadu, proč Bart dostává jedničky. Po krátkém prozkoumávání zjistí, že obrazy umístěné ve třídě obsahují malé písmo, ve kterém má Bart napsány taháky. Pod nátlakem Lízy se Bart Marge svěří.

## Přijetí
Dennis Perkins z The A.V. Clubu udělil dílu hodnocení B− a prohlásil: „Kouzelná moc krystalů ve mně zanechala pocit únavy. Ne proto, že by to byla nutně špatná epizoda – je nadprůměrná, pokud jde o epizodu 30. řady Simpsonových. Celkový pocit, který ve mně po tomto finále 30. série Simpsonových zůstal, je spíše pocitem zničující rezignace, že přes veškerý rodokmen seriálu, jeho občasné záblesky bývalé slávy a věčně doufající optimismus celoživotního fanouška dlouho očekávaná renesance Simpsonových prostě nikdy nepřijde.“.
Kouzelná moc krystalů dosáhla ratingu 0,5 s podílem 3 a sledovalo ji 1,5 milionu lidí.